# French Beauty
 (juillet 2017).
Si vous disposez d'ouvrages ou d'articles de référence ou si vous connaissez des sites web de qualité traitant du thème abordé ici, merci de compléter l'article en donnant les références utiles à sa vérifiabilité et en les liant à la section « Notes et références ».
 Pour plus de détails, voir Fiche technique et Distribution
French beauty est un film pornographique de John B. Root sorti en DVD en 2002.

## Synopsis
Une jeune journaliste hongroise réalise un reportage sur la prostitution et interroge un proxénète sur les raisons qui l’ont conduit à exercer son métier. Celui-ci raconte alors son histoire : cadre supérieur traversant la « crise de la quarantaine », il faisait un bilan négatif de sa vie lorsque est survenue dans sa vie une jeune femme délurée dénommée Sweety. Celle-ci, dont la seule motivation était de se procurer de l’argent pour partir à Bangkok avec des amis, lui présenta trois de ses copines et l’entraîna dans une orgie débridée.
 

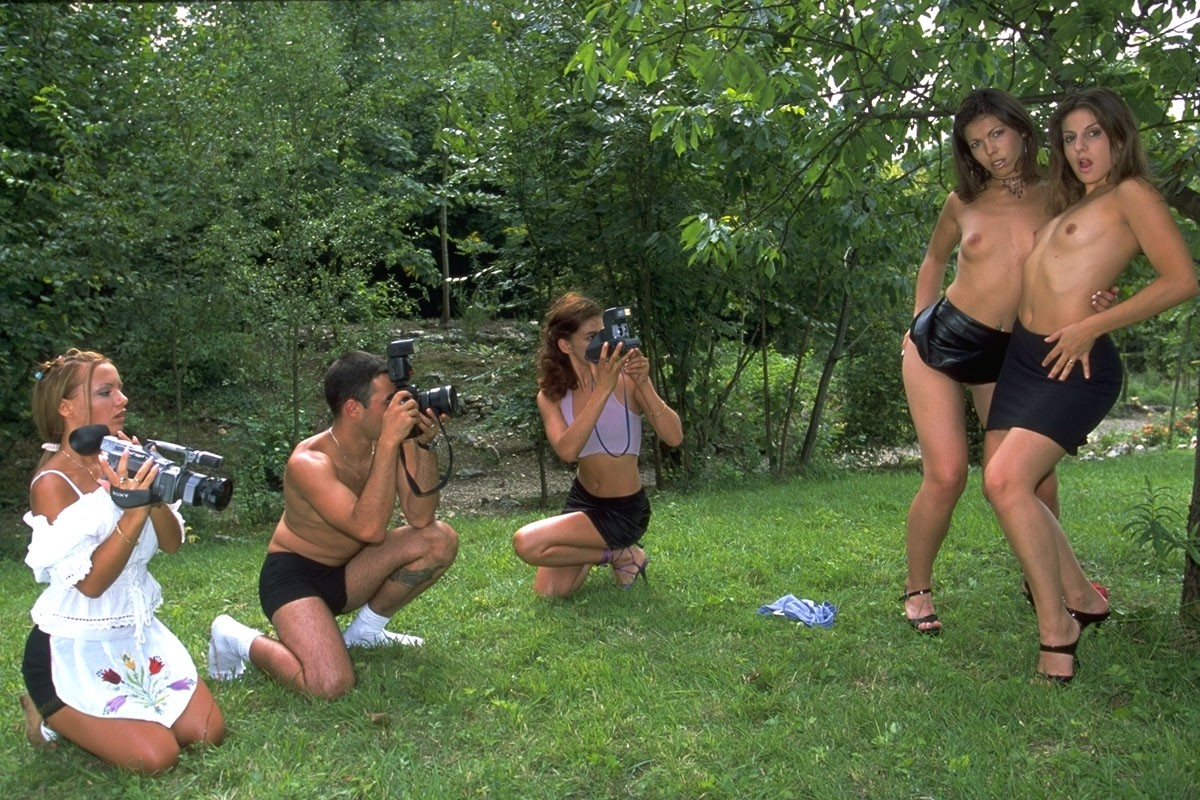

Intriguée par ce premier récit, la journaliste interviewe successivement chacun des autres membres de la famille et découvre qu’ils racontent tous une histoire similaire : grâce à Sweety, la fille a perdu sa virginité, le fils a été dépucelé contre rémunération et la mère a découvert son homosexualité. Après avoir perverti toute la famille, Sweety, qui a pris soin à chaque fois de filmer tous leurs ébats, leur extorque une grosse somme d’argent. Il s’ensuit une crise qui est toutefois de courte durée puisque chacun réalise qu’il s’est pleinement accompli dans la débauche grâce à Sweety : le père est devenu proxénète, le fils photographe dans un peep show, la fille actrice porno et la mère assume sa sexualité. Dans la dernière image, le père se réveille et découvre que tout cela n’était qu’un rêve.

## Fiche technique
- Titre : French beauty
- Montage : Fred Bonnafous
- Date de sortie : 2002
- Pays :  France
- Genre : Pornographie
- Durée : 130 min
- Film pour adultes

## Distribution
- Mathilda : Sweety
- Ally Mac Tyana : Bénédicte Étienne (la fille)
- Jennifer Loca : Jacqueline Étienne (la mère)
- Loulou : la journaliste
- Akira : Sophie
- HPG : Jacques Étienne (le père)
- Greg Centauro : Stéphane Étienne (le fils)
- Ksandra : Isis (une copine de Sweety)
- Vivian Silverstone : la femme de chambre
- Titof : Jeff (un copain de Sweety)
- Ian Scott : Flesh (un copain de Sweety)
- Luna : Vénus
- Adriana : Copine 1
- Lolita : Copine 2
- Jessica : Copine 3
- Sebastian Barrio : le hardeur
- Victor Baccus : le réalisateur
- Laetitia Atomix : la peep-show girl
- Chetane : le dragueur de la boîte de nuit

## Autour du film
- French beauty constitue la première apparition de l’actrice Ally Mac Tyana qui exécute timidement deux courtes scènes en compagnie, à chaque fois, d’une autre actrice.
- Sur son blog Inkorrect, John B. Root révèle que la fin incongrue laissant supposer que toute l’histoire n’était qu’un rêve a été imposée par la coproduction allemande qui souhaitait que le film s’achève sur un « happy end ».
- Afin d’optimiser les moyens, le film a été tourné en six jours, dans un château loué pour l’occasion, dans lequel se déroulaient dans le même temps deux autres tournages pornographiques avec les mêmes acteurs, Destroy Sex et Orgasmus.
- Thierry Jousse, critique aux Cahiers du cinéma, a écrit dans le numéro d'avril 2002 que French Beauty était l'un des meilleurs films français de l'année[1].